# Calastacus laurentae
Calastacus laurentae is een tienpotigensoort uit de familie van de Axiidae. De wetenschappelijke naam van de soort is voor het eerst geldig gepubliceerd in 2011 door Ngoc-Ho.